# Hans-Dietrich Bruhn
Hans-Dietrich Bruhn (* 18. Juni 1937 in Hamburg; † 11. Juli 2011 in Kiel) war ein deutscher Internist. 

## Leben
Nach Abitur (1956) und Medizinstudium in Hamburg, Berlin, Wien, Zürich und Kiel legte Bruhn in Kiel 1961 sein Staatsexamen ab, wurde 1962 an der Christian-Albrechts-Universität promoviert und trat seine klinische Ausbildung bei Heinrich Arnold Thies in Hamburg-Eppendorf an. Er habilitierte sich 1972 mit einer Arbeit zum Thema „Die antithrombotische Therapie durch Aktivierung der Fibrinolyse und Hemmung der Gerinnung“ und wurde Leiter des klinisch-chemischen Laboratoriums der I. Medizinischen Universitätsklinik Kiel, wo er eine Professur innehatte. Anfang der 1990er Jahre führte er die verschiedenen Laboratorien des Kieler Universitätsklinikums zu einem Zentrallabor zusammen, das er über seine Pensionierung (2002) hinaus bis 2006 leitete.

## Leistungen
Seine Fachgebiete waren Hämatologie, Hämostaseologie und Fibrinolyse. Er war Autor und Herausgeber mehrerer Lehrbücher wie „Hämostaseologie für die Praxis“ und der „LaborMedizin“. Er hat die Hämostaseologie nicht nur maßgeblich geprägt, sondern in ihr zugleich entscheidende Impulse gesetzt. Bei den Studierenden sehr beliebt war seine mit Heinz Lüllmann viele Jahre veranstaltete Vorlesung „Das pharmakologisch-internistische Kolloquium“.

## Werke
- Niedrig dosiertes Heparin: Wirkungsweise und Indikationen (Low dose heparin). 8. Auflage, 1996.
- Hämato-onkologische Therapie. 2. Auflage, 1992.
- Johannes Büttner, Hans Dietrich Bruhn: Chemisches Denken in der Medizin: Die Geschichte des Laboratoriums der 1. Medizinischen Klinik der Universität Kiel. Band 1. Verlag Traugott Bautz, Herzberg 2007, ISBN 978-3-88309-377-2.
- Johannes Büttner, Hans Dietrich Bruhn: Chemisches Denken in der Medizin: Die Geschichte des Laboratoriums der 1. Medizinischen Klinik der Universität Kiel. Band 2. Verlag Traugott Bautz, Herzberg 2009, ISBN 978-3-88309-472-4.